# تودتاون (کالیفرنیا)
تودتاون (به انگلیسی: Toadtown) یک منطقهٔ مسکونی در ایالات متحده آمریکا است که در شهرستان بیوت، کالیفرنیا واقع شده‌است. تودتاون ۸۴۸ متر بالاتر از سطح دریا واقع شده‌است.